# Chironomus leucopterus
Chironomus leucopterus är en tvåvingeart som beskrevs av Linevich 1971. Chironomus leucopterus ingår i släktet Chironomus och familjen fjädermyggor. Inga underarter finns listade i Catalogue of Life.